# Torre Scalambri
La Torre Scalambri è una torre di difesa costiera e si trova nella località di Punta Secca in provincia di Ragusa sulla costa del mediterraneo. È composta da tre piani e scarpa ridotta e si erge all'estremità ad ovest del porto.

## Storia
La torre fu costruita nel 1593-1594 da Giovanni Cosimo Bellomo, nobile di Siracusa, ed armata nel 1595 a difesa dell'approdo (scaro) di Punta Secca, frazione balneare del comune di Santa Croce Camerina. Nel 1747 fu totalmente ristrutturata ed assunse l'attuale fisionomia. Dopo il 1908 pervenne a privati cittadini che trasformarono le originarie finestre feritoie in comode porte con relativi balconi. Dall'autunno del 2013 è stata sottoposta a restauro conservativo che le ha reso l'antico volto. Oggi la torre ospita un caffè al piano terra.

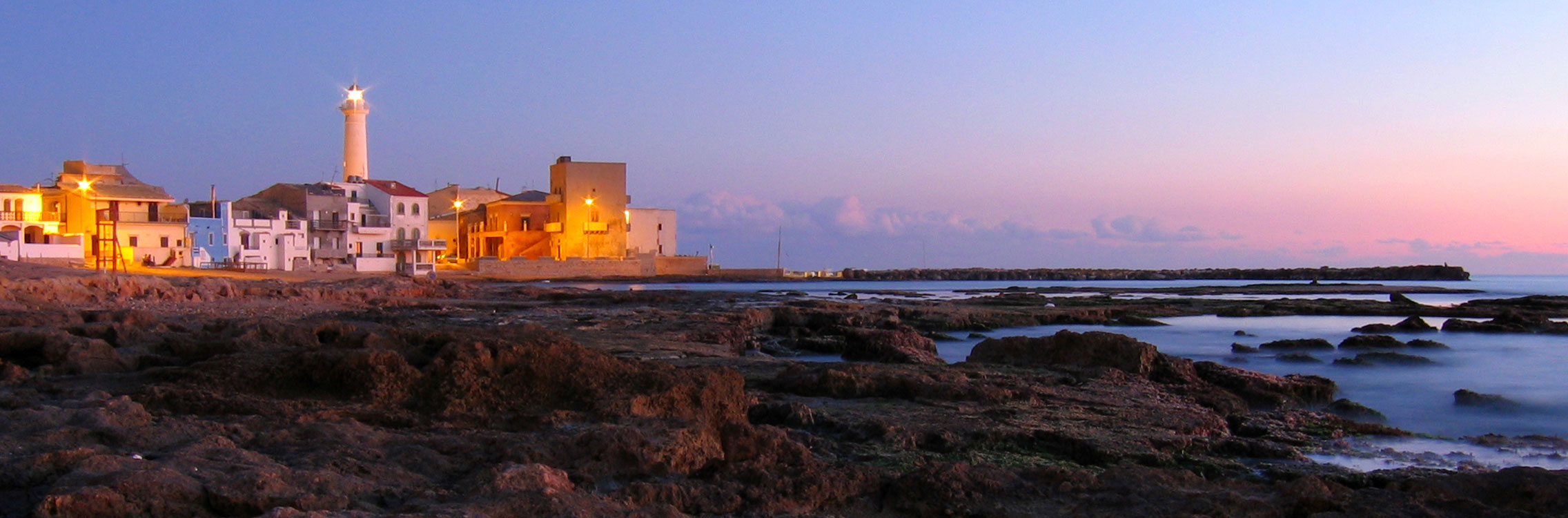
Torre Scalambri, alla destra del faro, sulla costa di Punta Secca.

La torre Scalambri appare in diverse scene della fiction televisiva Il commissario Montalbano. Nella stessa piazzetta dove è ubicata la torre si trova anche la villetta sul mare del commissario, personaggio principale della fiction televisiva.

### Sistema difensivo
La torre faceva parte del sistema difensivo di avvistamento di navi turche, saracene e barbaresche. Era in collegamento visivo con altre torri limitrofe: ad ovest, con la torre di Mezzo di Santa Croce Camerina e con la torre Vigliena di Punta Braccetto; ad est, a circa 5 km di distanza, con la torre Cabrera di Marina di Ragusa.